# Scotopteryx lurgaria
Scotopteryx lurgaria là một loài bướm đêm trong họ Geometridae.